# Moritz Wesemann
Moritz Linus Wesemann (* 10. Mai 2002) ist ein deutscher Wasserspringer. Er wurde im Jahr 2023 Europameister im Kunstspringen vom 3-m-Brett.

## Leben
Moritz Wesemann stammt ursprünglich aus Aachen und trainierte beim SV Neptun Aachen 1910. Im Oktober 2021 wechselte er offiziell zum SV Halle, nachdem er schon seit längerem in Halle (Saale) trainiert hatte.
Wesemann ist Sportsoldat und studiert an der privaten Fachhochschule IU Internationale Hochschule in Erfurt. Er wird von Philipp Becker trainiert. Sein früherer Trainer war Alexander Neufeld.

## Karriere
International bei Senioren-Titelkämpfen trat Wesemann erstmals im Jahr 2022 bei den Schwimmweltmeisterschaften in Budapest in Erscheinung. Dort gelang ihm als Fünfter der Einzug ins Finale vom 3-Meter-Brett. Aufgrund eines positiven Corona-Tests durfte er nicht am Endkampf teilnehmen und musste isoliert die Heimreise antreten.
Knapp einen Monat später gehörte Wesemann zum deutschen Aufgebot bei den Europameisterschaften 2022 in Rom. Dort belegte er im Finale vom 1-Meter-Brett mit 379,00 Punkten einen vierten Platz. Im letzten Sprung musste er noch den Italiener Giovanni Tocci (386,20 Punkte) passieren lassen. Vor dem Finaldurchgang hatte der 20-Jährige noch an dritter Stelle gelegen. Sein zweiter Wettbewerb war das Synchronspringen vom 3-Meter-Brett. Hier ging Wesemann erstmals gemeinsam mit Timo Barthel an den Start, nachdem sich dessen regulärer Partner Lars Rüdiger vor der EM einen Fingerbruch zugezogen hatte. Die Paarung belegte beim Sieg der Briten Anthony Harding und Jack Laugher (412,83 Punkte) mit 341,61 Punkten einen fünften Platz.